# Schiebroekselaan
De Schiebroekselaan is een statige laan in het Liskwartier in Rotterdam, en verbindt de eeuwenoude Bergweg met de Bergselaan. 
Nadat de gemeente Rotterdam in 1903 het gebied ten noorden van de Bergweg kocht van Hillegersberg werd dit stuk grond bebouwd. In het Liskwartier werden alle straten vernoemd naar plaatsen en polders in Delfland en Schieland. Schiebroek was een ambachtsheerlijkheid in Schieland die al in het begin van de 14de eeuw bestond.
De Schiebroekselaan werd bebouwd met woningen voor de hogere middenstand. Kenmerkend voor de Schiebroekselaan is de met bomen beplante middenberm. De huidige bomen,  platanen, zijn kort na de Tweede Wereldoorlog geplant. In de middenberm bevindt zich ter hoogte van de Bergweg nog een voormalige schuilkelder (atoombunker) uit de tijd van de Koude Oorlog.   
In het laatste kwart van de 20e eeuw is de middenstand langzaam verdwenen uit de Schiebroekselaan. Als laatste sloot kruidenier Veenstra in 2005 na meer dan zestig jaar de deuren. In zijn pand op de hoek met de Koningsveldestraat is nu de praktijk van dokter Sutterland gevestigd.

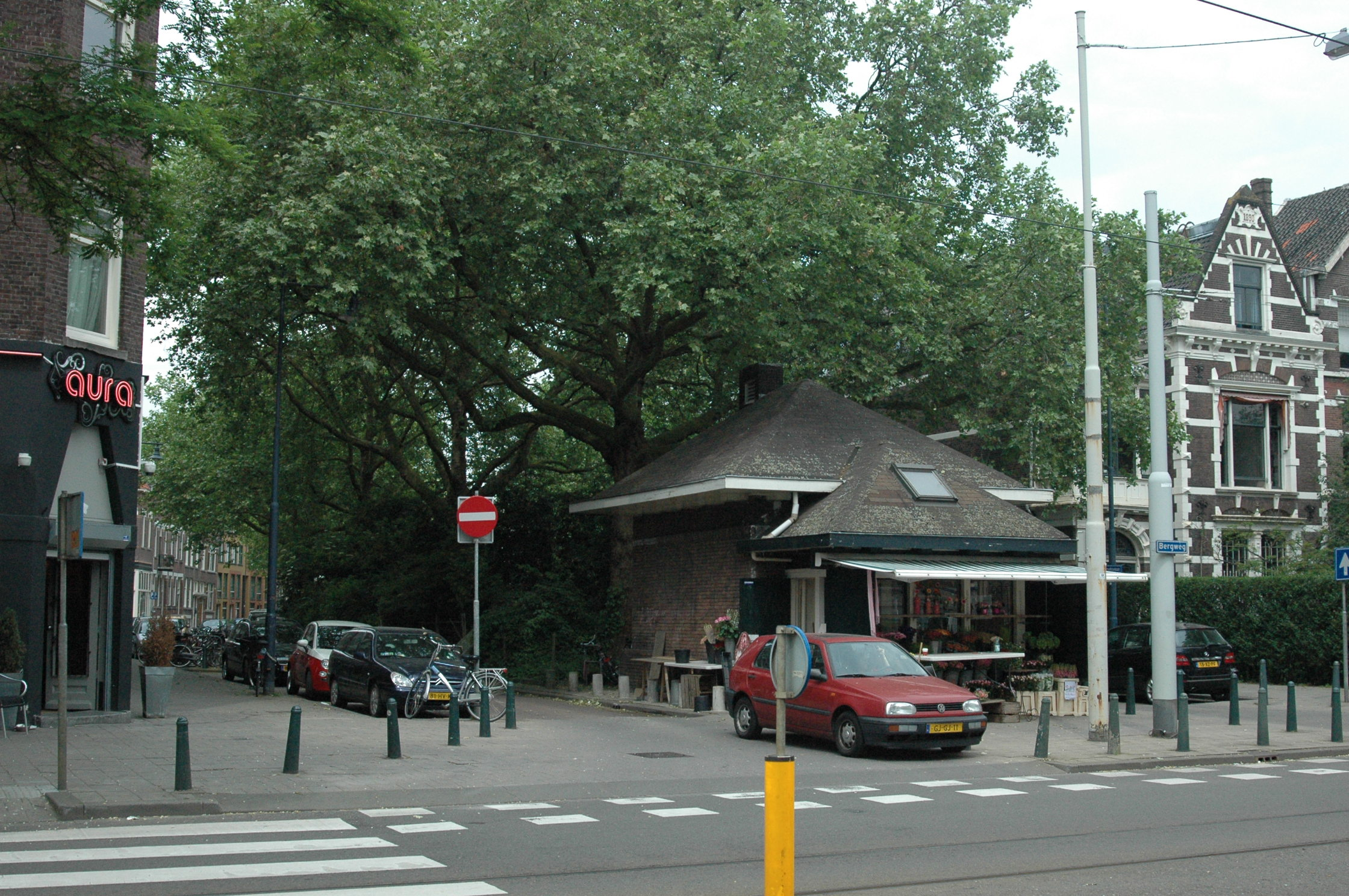
Ingang van de Schiebroekselaan vanaf de Bergweg. Achter de bloemenstal bevindt zich de voormalige schuilkelder.